# Viny Okouo
Viny Okouo, né le 10 avril 1997, à Brazzaville, en République du Congo, est un joueur congolais de basket-ball. Il évolue au poste de pivot.

## Carrière

### UCB Málaga (2012-2019)
Originaire de la République du Congo[1], Okouo commence à jouer au basket à l'âge de 15 ans et quitté sa maison peu de temps après pour rejoindre la formation de jeunes d'Unicaja Málaga en Espagne. Okouo a été recommandé par son compatriote Romaric Belemene. Les entraîneurs d'Unicaja n'avaient vu que quelques images d'Okouo en train de s'entraîner et étaient intrigués par ses capacités physiques, alors que ses compétences étaient sous-développées. À Malaga, il apprend à jouer et s'améliore considérablement.
Entre 2014 et 2016, il est prêté au club espagnol du CB Axarquía (en) qui évolue en LEB Plata, le troisième niveau du basket-ball espagnol, tout en participant également à l'équipe de développement d'Unicaja au sein de l'EBA.
Okouo a fait ses débuts en ACB pour Malaga lors de la saison 2015-2016 et a vu ses premières minutes en EuroCup la saison suivante. Au cours de la saison 2016-2017, il remporte l'EuroCoupe 2017 avec l'Unicaja Málaga en battant l'équipe du Valencia Basket Club en finale.
Le 20 juin 2019, automatiquement éligible à la draft 2019 de la NBA, il n'est pas sélectionné.

### KK Nevėžis (2019-2020)
Le 27 août 2019, Okouo rejoint le club lituanien de KK Nevėžis.

### Gipuzkoa Basket (2020-2021)
Le 12 août 2020, il signe avec le club espagnol du Saint-Sébastien Gipuzkoa.

### Monbus Obradoiro (depuis 2021)
Le 12 juillet 2021, il reste en Espagne et signe un contrat de deux ans avec Monbus Obradoiro.

## Palmarès
- Vainqueur de l'Eurocoupe 2017